# Ludwig-Hofacker-Kirche (Rielingshausen)

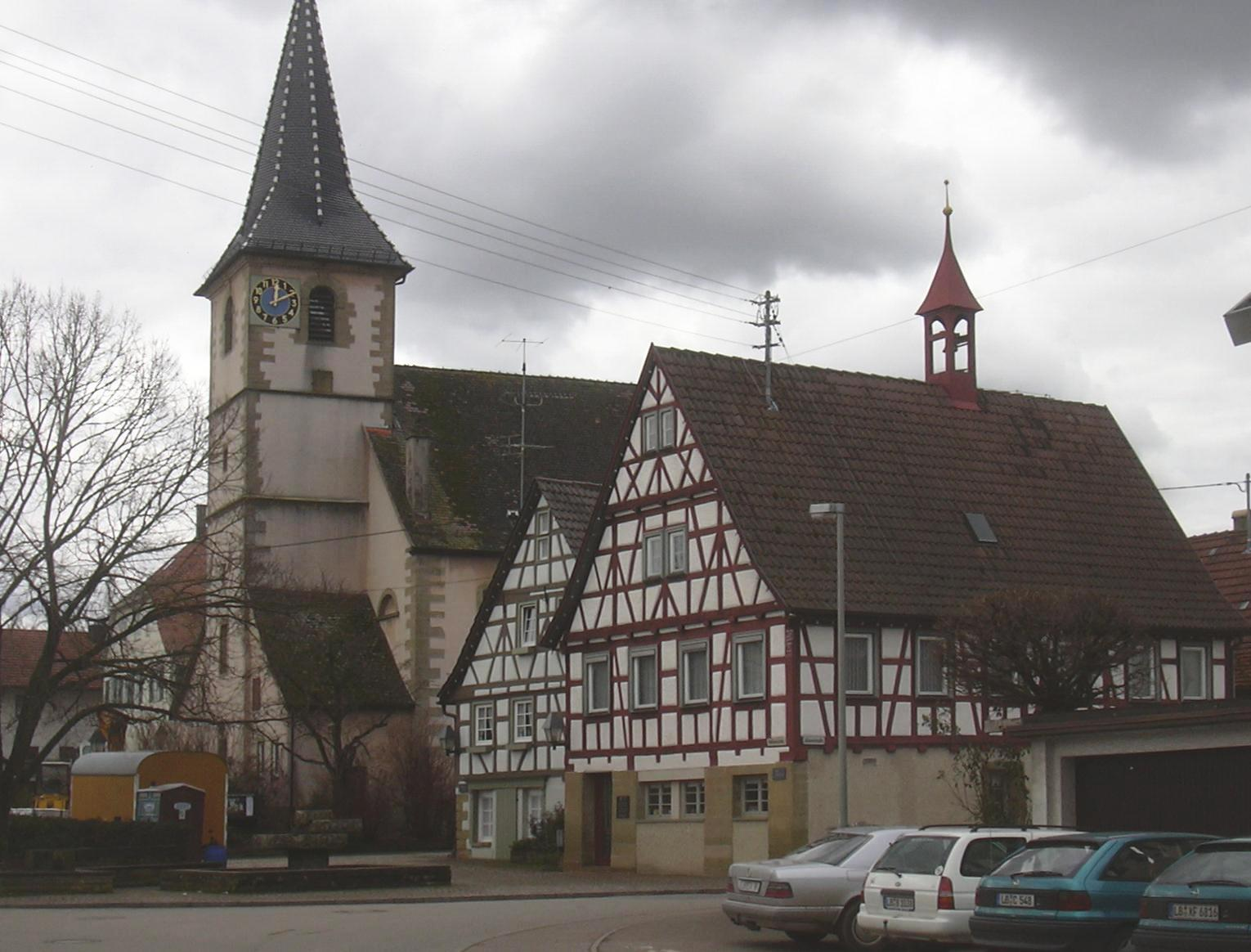
Ludwig-Hofacker-Kirche in Rielingshausen

Die evangelische Ludwig-Hofacker-Kirche steht in Rielingshausen, einem Ortsteil von Marbach am Neckar im Landkreis Ludwigsburg in Baden-Württemberg. Das Bauwerk ist beim Landesamt für Denkmalpflege Baden-Württemberg als Baudenkmal eingetragen. Sie ist nach Ludwig Hofacker benannt. Die Kirchengemeinde gehört zum Kirchenbezirk Marbach der Evangelischen Landeskirche in Württemberg.

## Beschreibung
Die Saalkirche besteht aus einem Langhaus und einem spätgotischen Chorturm im Osten. Im Erdgeschoss des Chorturms befindet sich der im Osten dreiseitig geschlossene Chor, das oberste Geschoss beherbergt die Turmuhr und den Glockenstuhl mit vier Kirchenglocken. Darauf sitzt ein Knickhelm. Die Orgel wurde 2015 von der Orgelbau Tzschöckel überholt.